# Epe (gemeente)

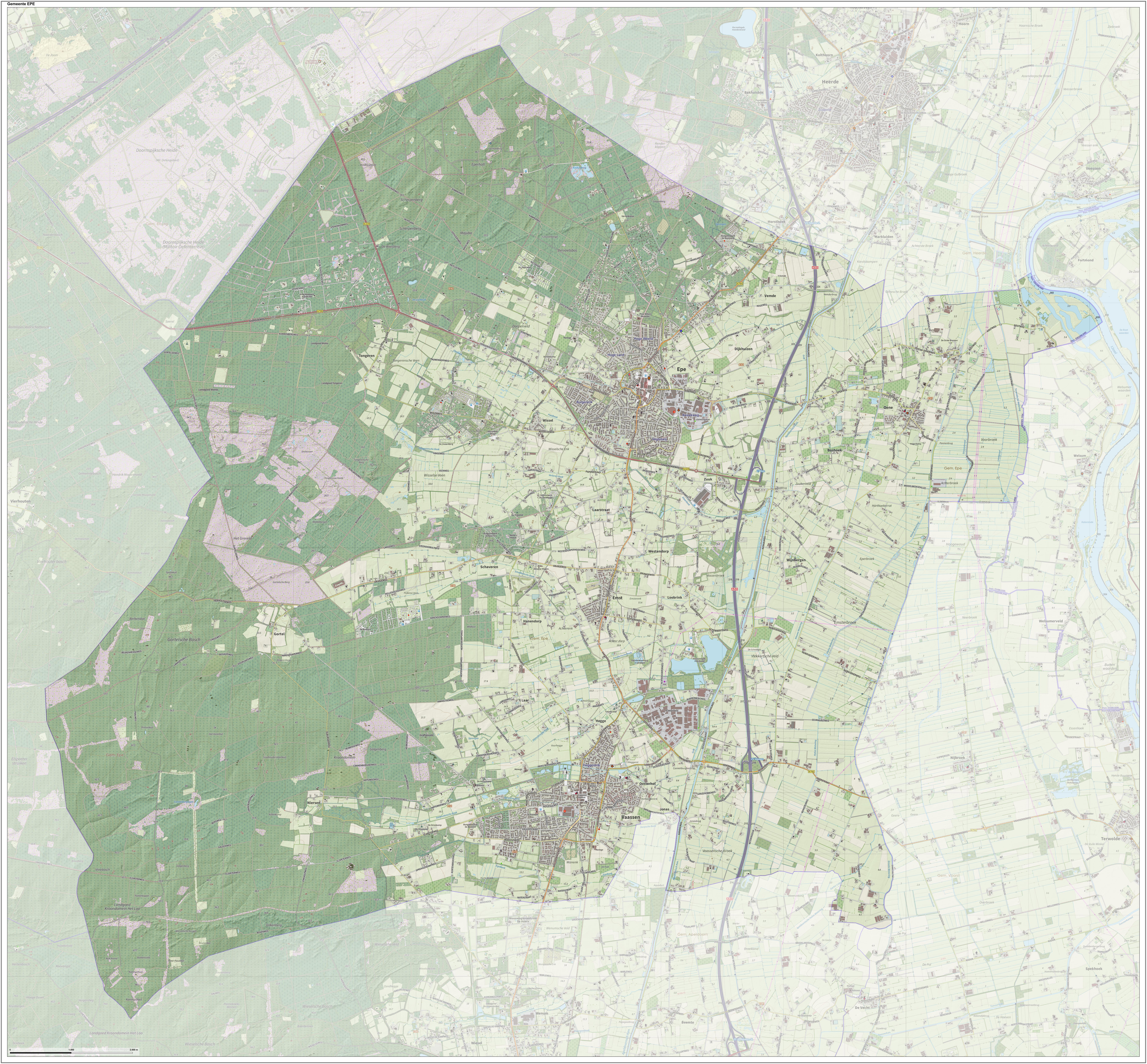
Topografische gemeentekaart van Epe, september 2022

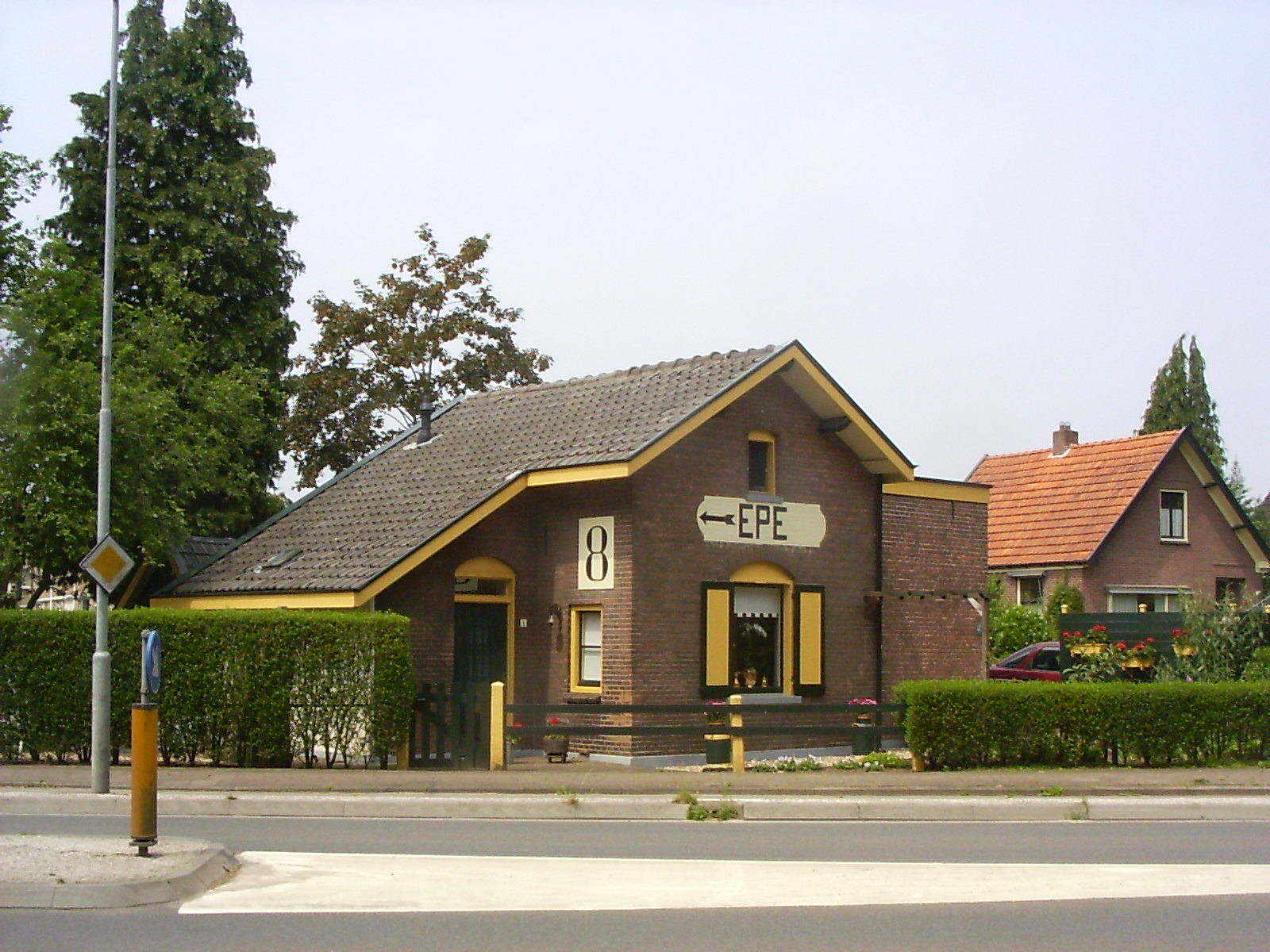
Baanwachtershuis

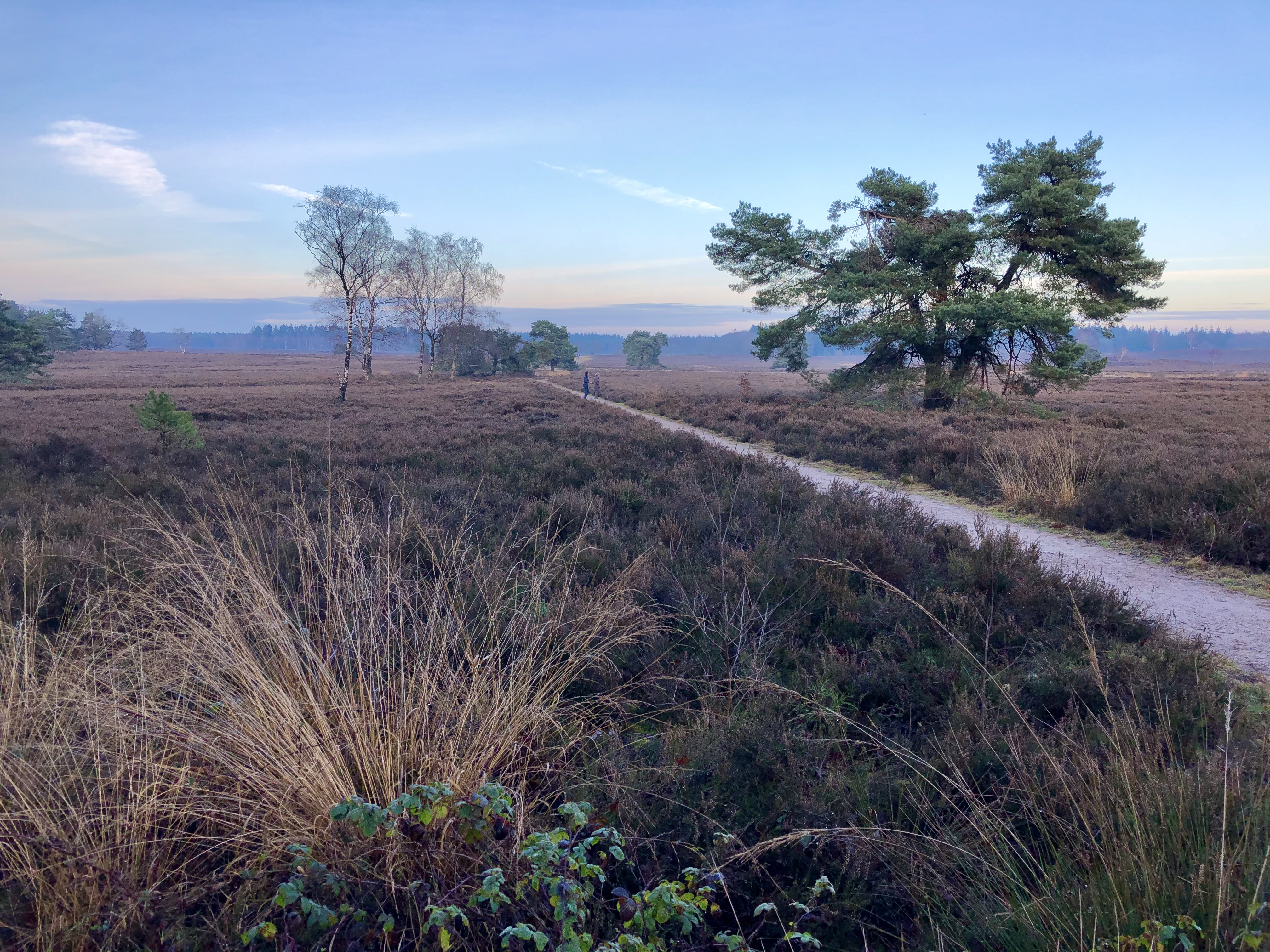
De Renderklippen

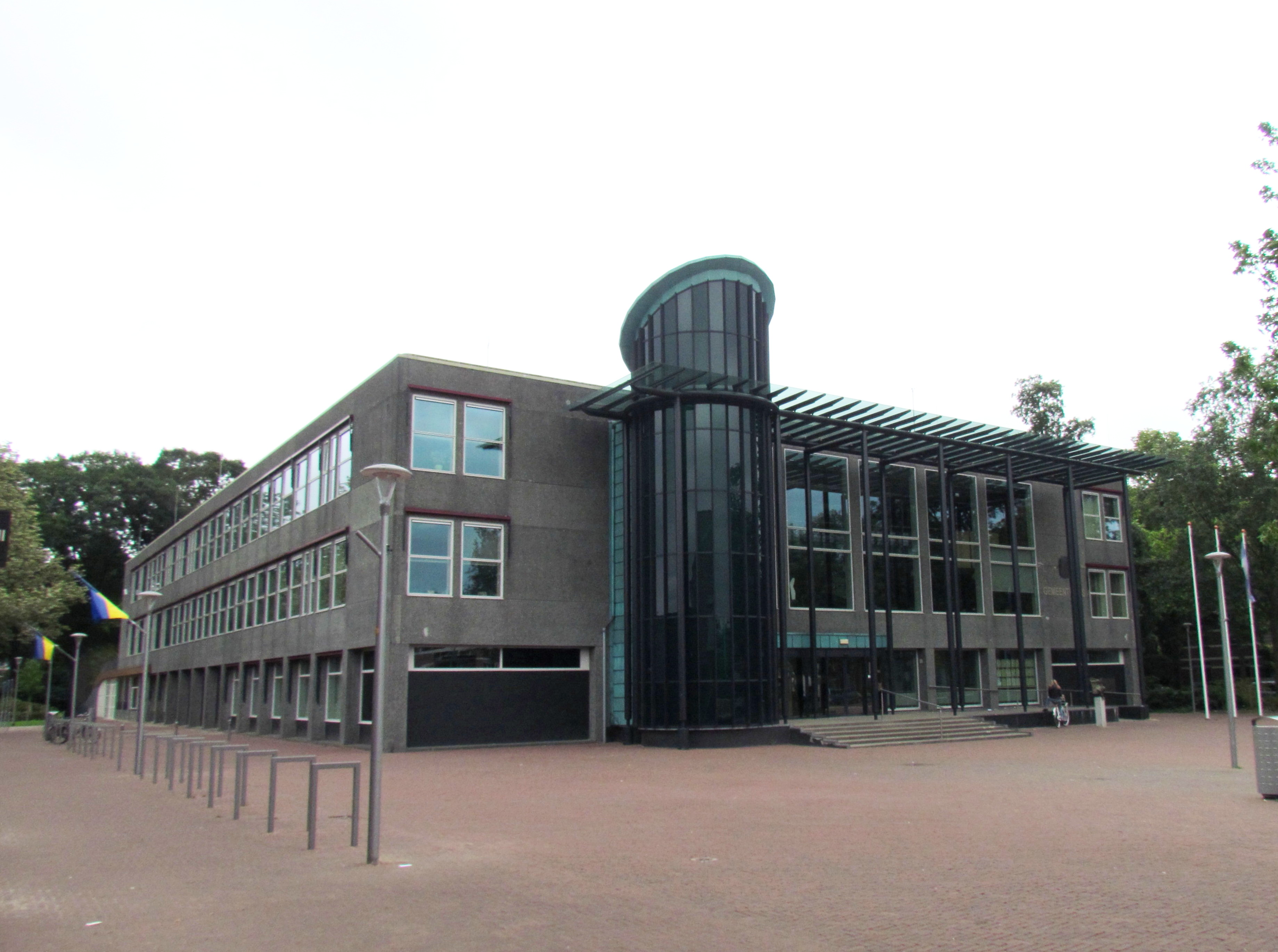
Gemeentehuis

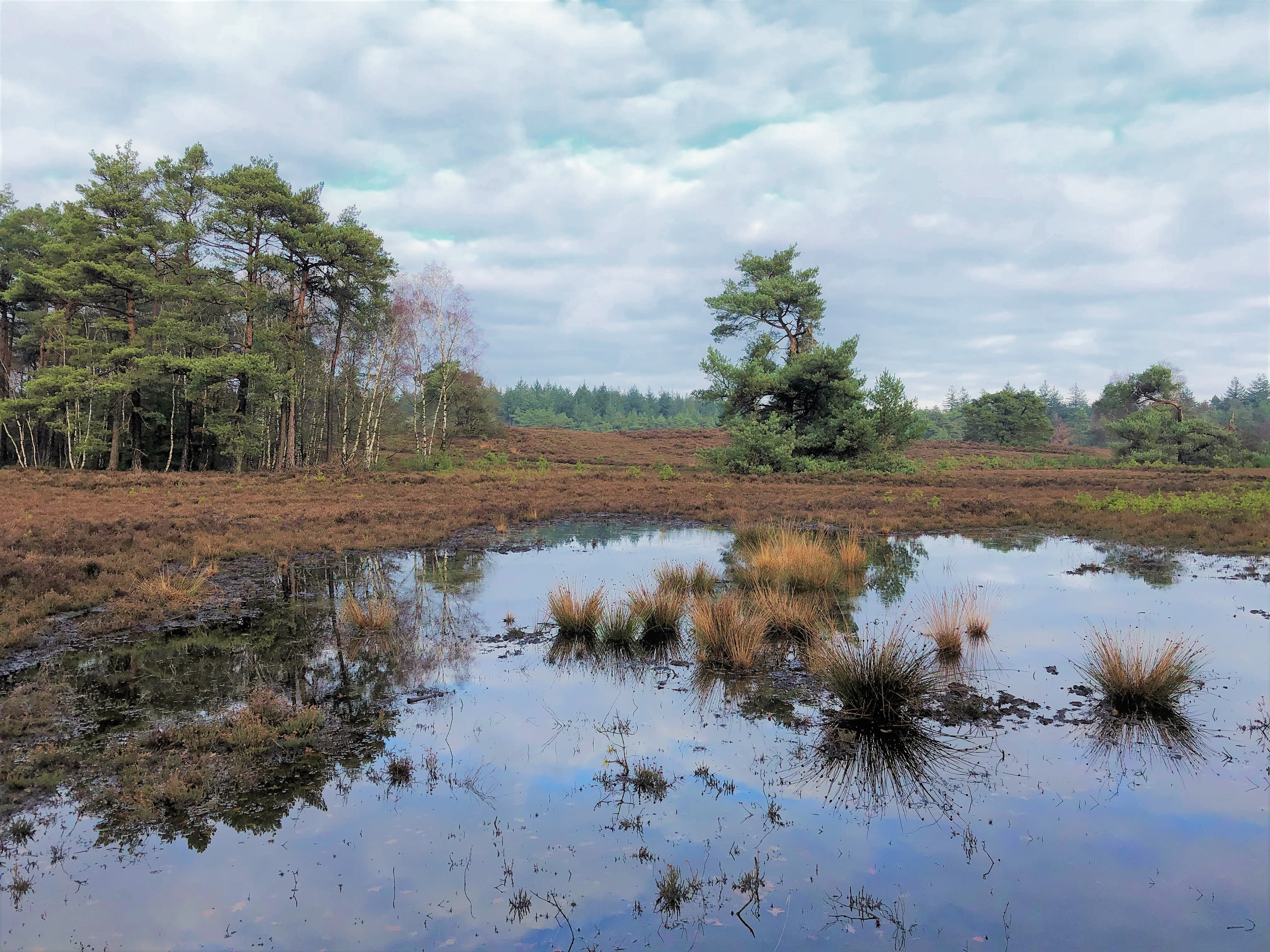
Ven op de Hooge Heide

Epe (uitspraakⓘ) is een gemeente in de Nederlandse provincie Gelderland, in het noordoostelijke deel van de Veluwe. De gemeente telt 33.168 inwoners (1 januari 2024, bron: CBS) en heeft een oppervlakte van 157,25 km². De hoofdplaats van de gemeente is het gelijknamige dorp Epe.

## Geschiedenis
Voor het begin van de christelijke jaartelling was het gebied van de huidige gemeente Epe bewoond.
Er zijn veel prehistorische vondsten en aanwezige grafheuvels uit de nieuwe steentijd (4000-1700 voor Christus). Bijzonder in Nederland zijn zogenaamde "celtic fields" (prehistorische akkers met een vierkante vorm omgeven door aarden walletjes). Er ligt een heel complex (circa 76 hectare) van deze akkers bij Vaassen, rond de Gortelseweg. Ze dateren uit de IJzertijd.
De naam Epe is volgens o.a. Van Berkel en Samplonius afgeleid van een vroeg-Germaans of misschien zelfs vóór-Germaans woord *apa, dat "waterloop" betekent. Het oudste document waarin de naam van het dorp "de Ape" voorkomt, dateert uit het jaar 1176.
Op 1 januari 1812 werden Vaassen en Emst afgesplitst als zelfstandige gemeente Vaassen. Op 1 januari 1818 werd deze gemeente alweer opgeheven en verenigd met Epe.

## Woonkernen
- De gemeente Epe heeft vier dorpen: Epe (15.670 inwoners), Vaassen (12.725 inwoners), Emst (3.255 inwoners) en Oene (1.630 inwoners).
- Overige kernen: Boshoek, Dijkhuizen, Geerstraat, Gortel, Hanendorp, De Hegge, De Jonas, 't Laar, Laarstraat, Loobrink, Niersen, De Oosterhof, Schaveren, Tongeren, Vemde, Westendorp, Wijnbergen, Wissel en Zuuk.

## Toerisme en natuur
De ligging in natuurgebied de Veluwe heeft Epe tot een toeristische trekpleister gemaakt. Toeristen komen voor de omliggende bossen en heide zoals de Renderklippen. Het wild in de bossen rondom Epe, is een bron van inkomsten. De toeristische aantrekkingskracht van wilde dieren is groot.
Epe heeft zelf echter elk jaar te kampen met overlast van wilde zwijnen. Het grootste probleem is het aantal aanrijdingen dat voorkomt, soms met dodelijke afloop. Bovendien worden tuinen en grasperken nogal eens overhoop gehaald. In de zomer van 2008 was de zwijnpopulatie dermate hoog dat Epe landelijk nieuws werd. De provincie besloot in de maanden juli en augustus 3100 zwijnen, zestig procent van 5200, af te schieten.

## Cultuur

### Monumenten
In de gemeente zijn er een aantal rijksmonumenten en oorlogsmonumenten, zie:
- Lijst van rijksmonumenten in Epe (gemeente)
- Lijst van gemeentelijke monumenten in Epe
- Lijst van oorlogsmonumenten in Epe

### Kunst in de openbare ruimte
In de gemeente zijn diverse beelden, sculpturen en objecten geplaatst in de openbare ruimte, zie:
- Lijst van beelden in Epe

### Attracties en evenementen
Sinds december 2007 is er in Epe naast het gemeentehuis een ijsbaan te vinden; Epe on Ice. De organisatie van Epe on Ice bestaat uit een samenwerking van DSO en ijsbaan de Klaarbeek. De ijsbaan blijft ongeveer een maand staan. Elke zomer in juli vindt in het centrum van Epe een braderie plaats. Ook wordt er in het eerste weekend van september het evenement Epop gehouden, waar diverse artiesten optreden.

## Politiek en bestuur

### Gemeenteraad
De gemeenteraad van Epe bestaat uit 23 zetels. Hieronder staan de gewonnen zetels in de gemeenteraad sinds 1994:
| Gemeenteraadszetels    | Gemeenteraadszetels | Gemeenteraadszetels | Gemeenteraadszetels | Gemeenteraadszetels | Gemeenteraadszetels | Gemeenteraadszetels | Gemeenteraadszetels | Gemeenteraadszetels |
| Partij                 | 1994                | 1998                | 2002                | 2006                | 2010                | 2014                | 2018                | 2022                |
| ---------------------- | ------------------- | ------------------- | ------------------- | ------------------- | ------------------- | ------------------- | ------------------- | ------------------- |
| CDA                    | 4                   | 4                   | 4                   | 4                   | 4                   | 4                   | 4                   | 5                   |
| Nieuwe Lijn            | 5                   | 6                   | 4                   | 4                   | 5                   | 5                   | 6                   | 4                   |
| VVD                    | 4                   | 4                   | 5                   | 4                   | 5                   | 4                   | 3                   | 3                   |
| ChristenUnie*-SGP      | 2                   | 2                   | 2                   | 2                   | 2                   | 3                   | 3                   | 3                   |
| D66                    | 2                   | 1                   | -                   | -                   | 1                   | 2                   | 2                   | 3                   |
| Gemeentebelangen Epe   | 1                   | -                   | 2                   | 1                   | 1                   | 1                   | 1                   | 2                   |
| GroenLinks             | 1                   | 2                   | 3                   | 2                   | 2                   | 2                   | 2                   | 1                   |
| PvdA                   | 4                   | 4                   | 3                   | 5                   | 3                   | 2                   | 1                   | 1                   |
| Forum voor Democratie  | -                   | -                   | -                   | -                   | -                   | -                   | -                   | 1                   |
| Dorpspartij            | -                   | -                   | -                   | -                   | -                   | -                   | 1                   | -                   |
| Liberale Burger Partij | -                   | -                   | 1                   | -                   | -                   | -                   | -                   | -                   |
| Totaal                 | 23                  | 23                  | 23                  | 23                  | 23                  | 23                  | 23                  | 23                  |

* De ChristenUnie werd vóór 2000 vertegenwoordigd door de RPF, een van haar voorgangers.

### College van B&W
De coalitie voor de periode 2022-2026 bestaat uit CDA, SGP-CU, VVD en D66. Zie hieronder het college van burgemeester en wethouders voor de periode 2022-2026.
| Naam                           | Functie      | Partij | Portefeuille                                                                                            |
| ------------------------------ | ------------ | ------ | --- |
| T.C.M. (Tom) Horn              | Burgemeester | PvdA   | - Algemeen bestuurlijke zaken en dienstverlening - Openbare orde en veiligheid - Regionale samenwerking |
| M.B. (Maarten) Heere           | Wethouder    | CDA    | - Jeugd - Energietransitie - Economie en arbeidsmarkt - Financiën - Sport                               |
| M. (Martijn) Kerkmans          | Wethouder    | VVD    | - Ruimte en wonen - Gebiedsgericht werken                                                               |
| C.M. (Lia) de Waard-Oudesluijs | Wethouder    | SGP-CU | - Zorg en ondersteuning - Gezondheid - Welzijn en cultuur                                               |
| A.H.M. (Annemiek) van Loon     | Wethouder    | D66    | - Inwonerparticipatie en communicatie - Klimaat/leefomgeving - Toezicht en handhaving                   |

## Jumelage
- Er bestaat een jumelage met de Duitse gemeente Gronau, bij Enschede, omdat een deel van die gemeente ook Epe heet: Epe (Westfalen).

## Kerkelijkheid
- Epe is geen typische Bijbelgordel-gemeente. Hoewel Epe grenst aan gemeenten als Oldebroek en Nunspeet met een veelal kerkelijke, gereformeerde of hervormde bevolking, lijken de inwoners van Epe zelf en ook die van Vaassen in dit opzicht meer op de gemiddelde Nederlander.

## Bekende Epenaren
- Jacco Eltingh (Epe, 1970), tennisser
- Leen Korpershoek (Rotterdam, 1904 - Epe, 1989), zwemmer
- Chris Lanooy (Sint Annaland, 1881 - Epe, 1948), keramist, glaskunstenaar
- Teun Mulder (Epe, 1981), baanwielrenner
- Marc Overmars (Emst, 1973), voetballer
- Hein Schermers (Epe, 1928 - Leiden, 2006), hoogleraar internationaal recht
- John Stegeman (Epe, 1976), voetballer, voetbaltrainer

## Aangrenzende gemeenten
| Aangrenzende gemeenten | Aangrenzende gemeenten | Aangrenzende gemeenten | Aangrenzende gemeenten | Aangrenzende gemeenten |
| ---------------------- | ---------------------- | ---------------------- | ---------------------- | ---------------------- |
| Elburg                 |                        | Oldebroek              |                        | Heerde                 |
|                        |                        |                        |                        |                        |
| Nunspeet               | Olst-Wijhe (O)         |                        |                        |                        |
|                        |                        |                        |                        |                        |
|                        |                        | Apeldoorn              |                        | Voorst                 |